# Zelen (priimek)
Zelen je priimek več znanih Slovencev:
- Danilo Zelen (1907—1941), študent ter borec za osvoboditev Istre in Primorske, član organizacije TIGR
- Jože Zelen (1830—1919), politik